# آیوان راب
آیوان راب (انگلیسی: Ivan Rabb؛ زادهٔ ۴ فوریهٔ ۱۹۹۷) بازیکن بسکتبال اهل ایالات متحده آمریکا است.
از باشگاه‌هایی که در آن بازی کرده‌است می‌توان به نیویورک نیکس اشاره کرد.
وی در مسابقات کشوری و بین‌المللی در مجموع برندهٔ ۱ مدال طلا شده‌است.